# 샤징팅
샤징팅(중국어 정체자: 夏靖庭, 병음: Xìa Jìngtíng, 한자음: 하정정, Joseph Hsia, 1964년 8월 8일 ~ )은 대만의 연극, 텔레비전, 영화 배우이다.

## 방송
- 하일참행복

## 영화
- 반교: 디텐션